# Шехонін Микола Олексійович
Мико́ла Олексійович Шехо́нін (29 серпня 1882, Санкт-Петербург — 24 серпня 1970, Буенос-Айрес) — київський архітектор. Чоловік оперної співачки Олени Шехоніної-Сергеєвої.

## Біографія

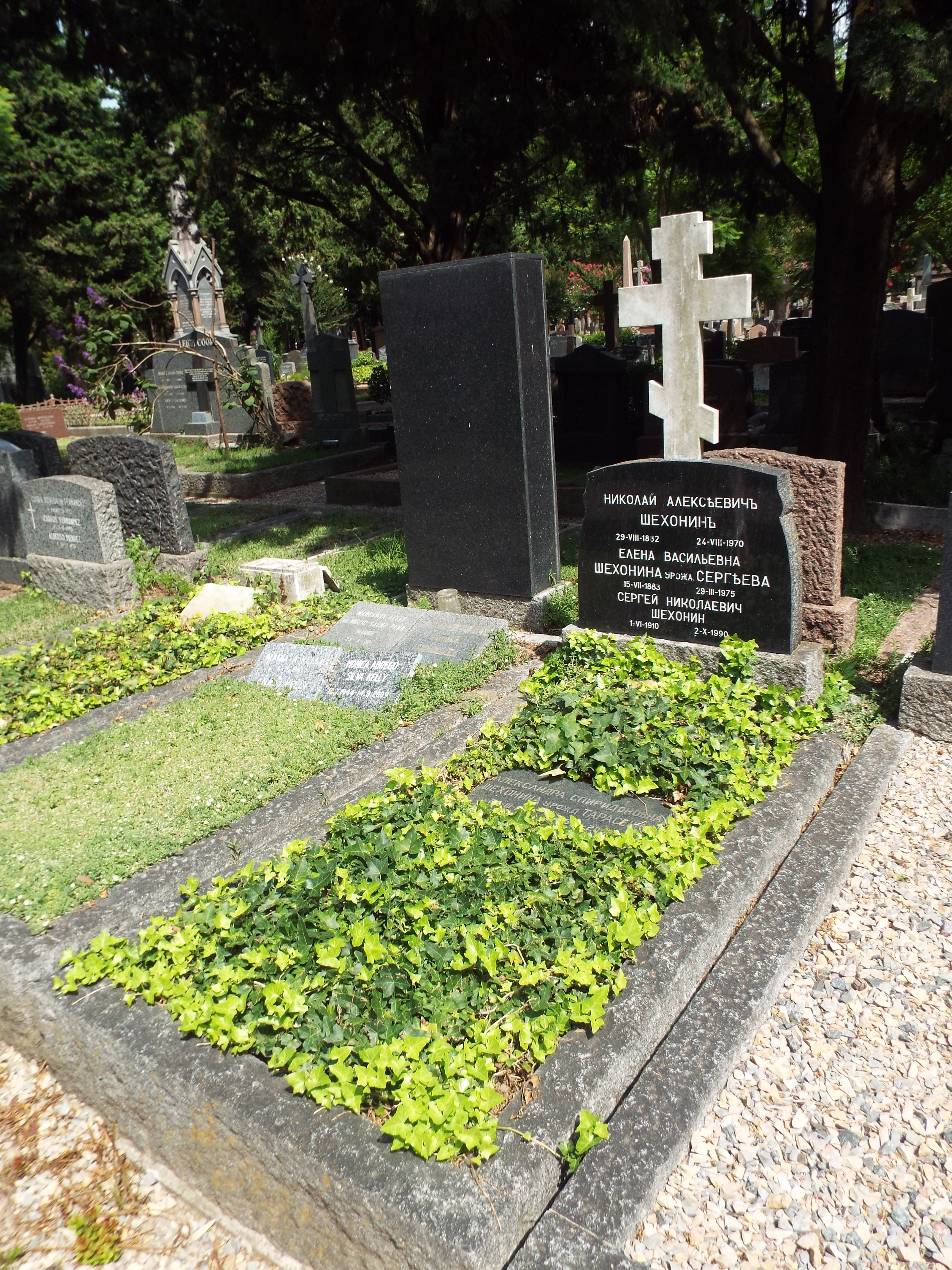
Поховання Миколи Шехонініа на Британському цвинтарі Буенос-Айреса. Фото 2020 р.

Микола Олексійович Шехонін народився 29 серпня 1882 року у Санкт-Петербурзі. Фахову освіту отримав у Петербурзькому Інституті цивільних інженерів, який закінчив 1907 року і здобув відповідне звання. 
1908 року оселився у Києві. У 1909—1941 роках на педагогічній роботі, викладач Київського Будівельного Технікуму, Київського політехнічного інституту, Дніпропетровського будівельного Інституту, Київського Художнього Інституту (архітектурне проектування і малювання). Протягом 1920—1930-х років розробив генеральний план Києва. З 1930 року — професор. З 1932 року — керівник Другої архітектурної мистецької майстерні в Києві. 
Восени 1943 року виїхав за межі СРСР. З 1943 по 1945 рік жив у Відні, з 1945 по 1948 рік — у Італії. З 1948 року жив у Аргентині. 
1952 року Микола Шехонін з сином Сергієм за власним проектом збудував собі в Касерос (передмісті Буенос-Айреса) невеликий дачний будиночок. Також архітектор розписав кафедральний воскресенський собор Російської православної церкви за кордоном у м. Буенос-Айрес. Микола Шехонін також написав образи та полотна для православного храму св. Володимира у Вілья-Бальєстер.
Помер Микола Шехонін 24 серпня 1970 року у Буенос-Айресі. Похований на британському кладовищі у м. Буенос-Айрес. Координати поховання 34°35′24.1″ пд. ш. 58°27′53.9″ зх. д. / 34.590028° пд. ш. 58.464972° зх. д.. 
Стилістично роботи Шехоніна відносяться до модерну та неоампіру.

## Головні проекти в Києві
- Прибутковий будинок на вул. Тарасівській, 3-а (1910).
- Прибутковий будинок на вулиці Тарасівській 6а
- Будинок Юрковича на вул. Паньківській, 8 (1910).
- Переміг на конкурсі проектів Міської публічної бібліотеки (1910, фасади збудовані за проектом Е. Клаве).
- Прибутковий будинок на вул. Саксаганського, 57.
- Прибутковий будинок на вул. Саксаганського, 78 (1911).
- Прибутковий будинок В. Ванецької на вул. Саксаганського, 73 (1911—1912).
- Брав участь у будівництві Всеросійської виставки в Києві 1913 року (архіт. Ф. Вишинський, В. Городецький та інші).
- Київська Військово-інженерна школа (1913—1917 та 1918—1920).
- Павільйон українського друкарства на сільськогосподарській виставці в Києві (1913).
- Військово-інженерне училище ім. цесаревича Олексія на бульварі Лесі Українки, 25 (1914—1916, співавтор інж. І. Лільє).
- Махоркова фабрика в Ромні (1925).
- Будинок Державних установ у Києві на Хрещатику, 5 (1929—1931, знесено 2004 року)[5].
- Клуб «Харчовик» на Контрактовій площі (1931—1932).
- Житловий будинок заготзерна на вул. Лисенка, 8 (1933—1935).
- Школа на вул. Володимирській, 1/15 (1939).

## Зображення

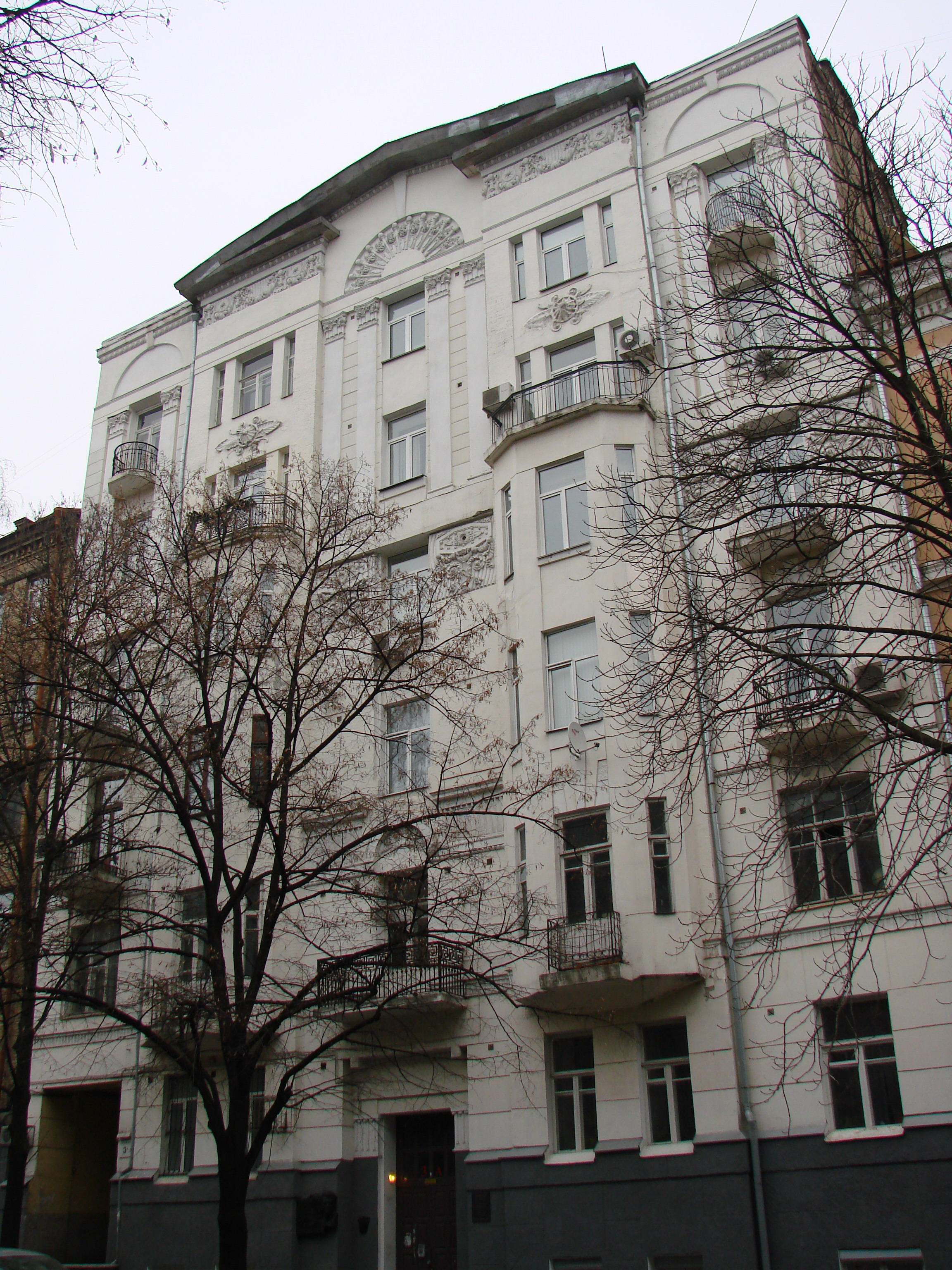
Прибутковий будинок на вул. Тарасівській, 3-а
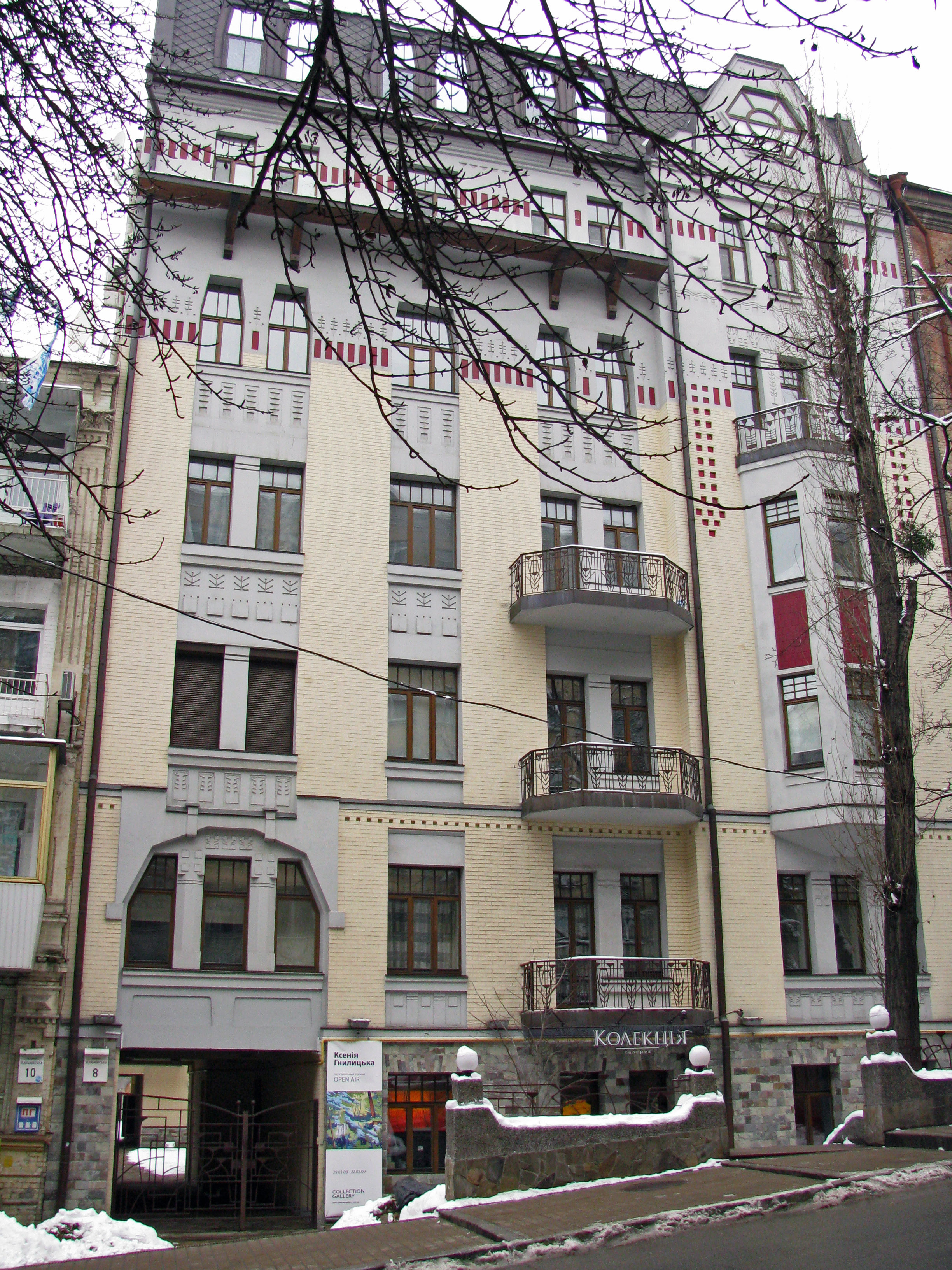
Будинок Юрковича на вул. Паньківській, 8
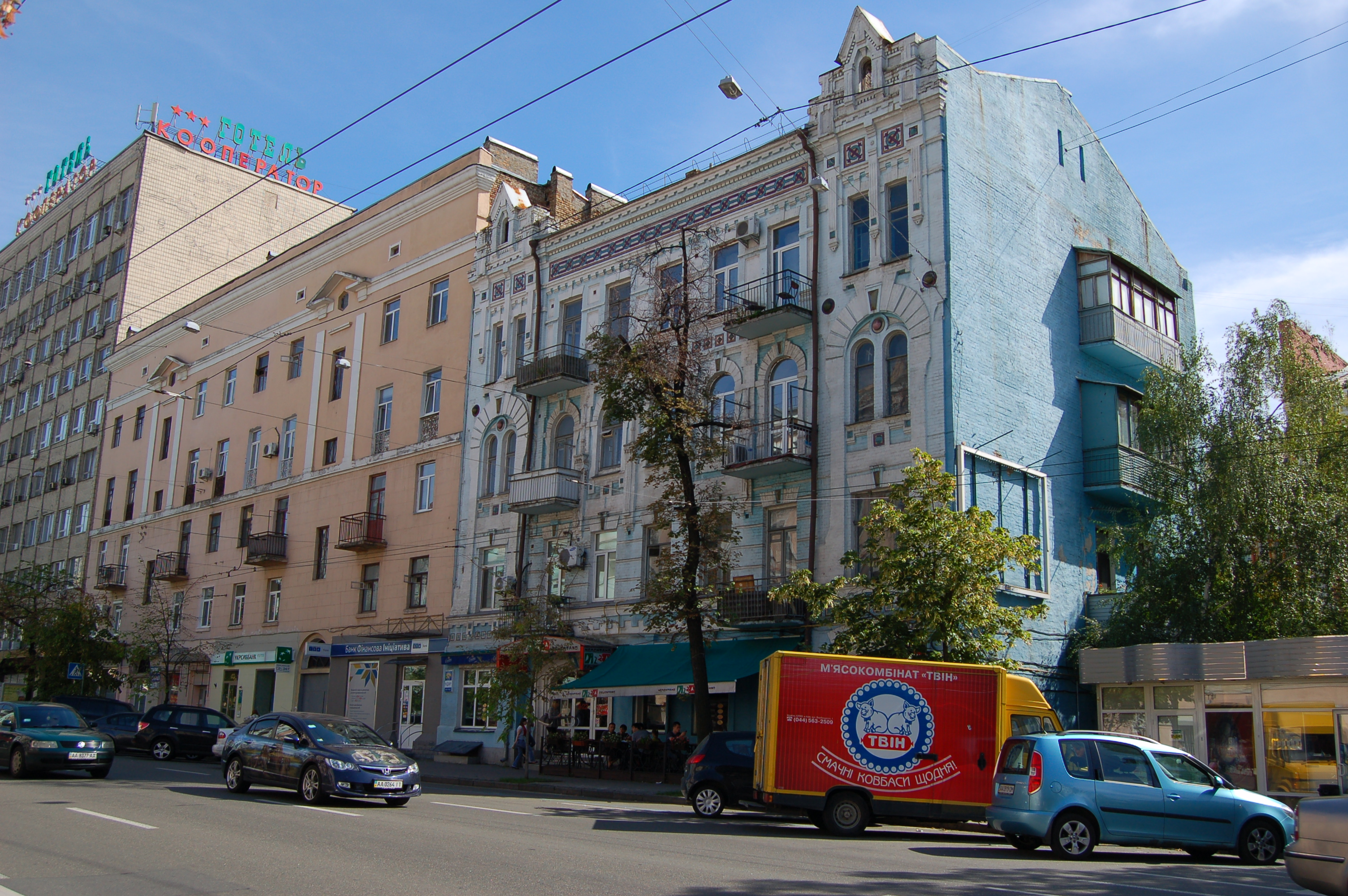
Прибутковий будинок на вул. Саксаганского, 57
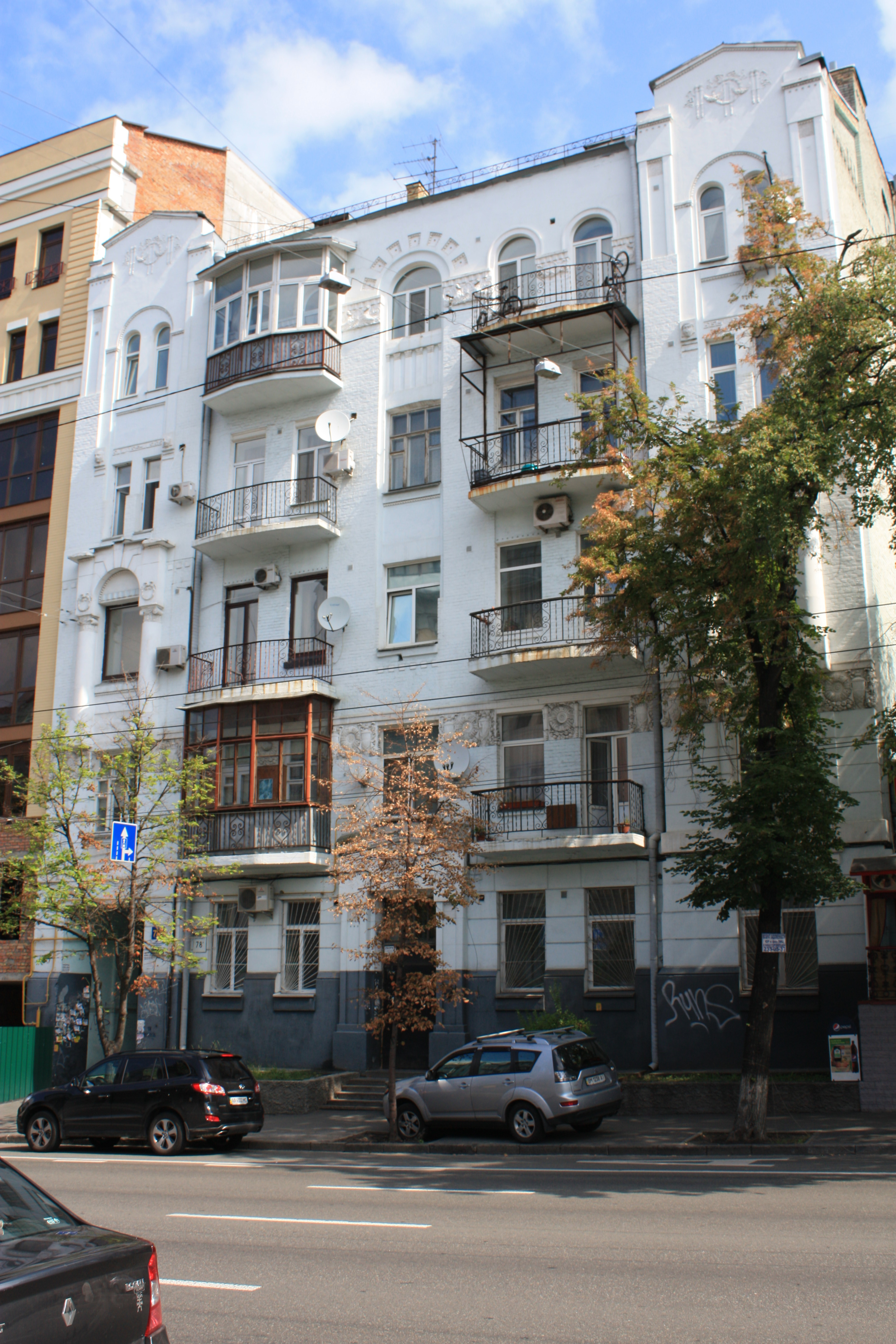
Прибутковий будинок на вул. Саксаганского, 78
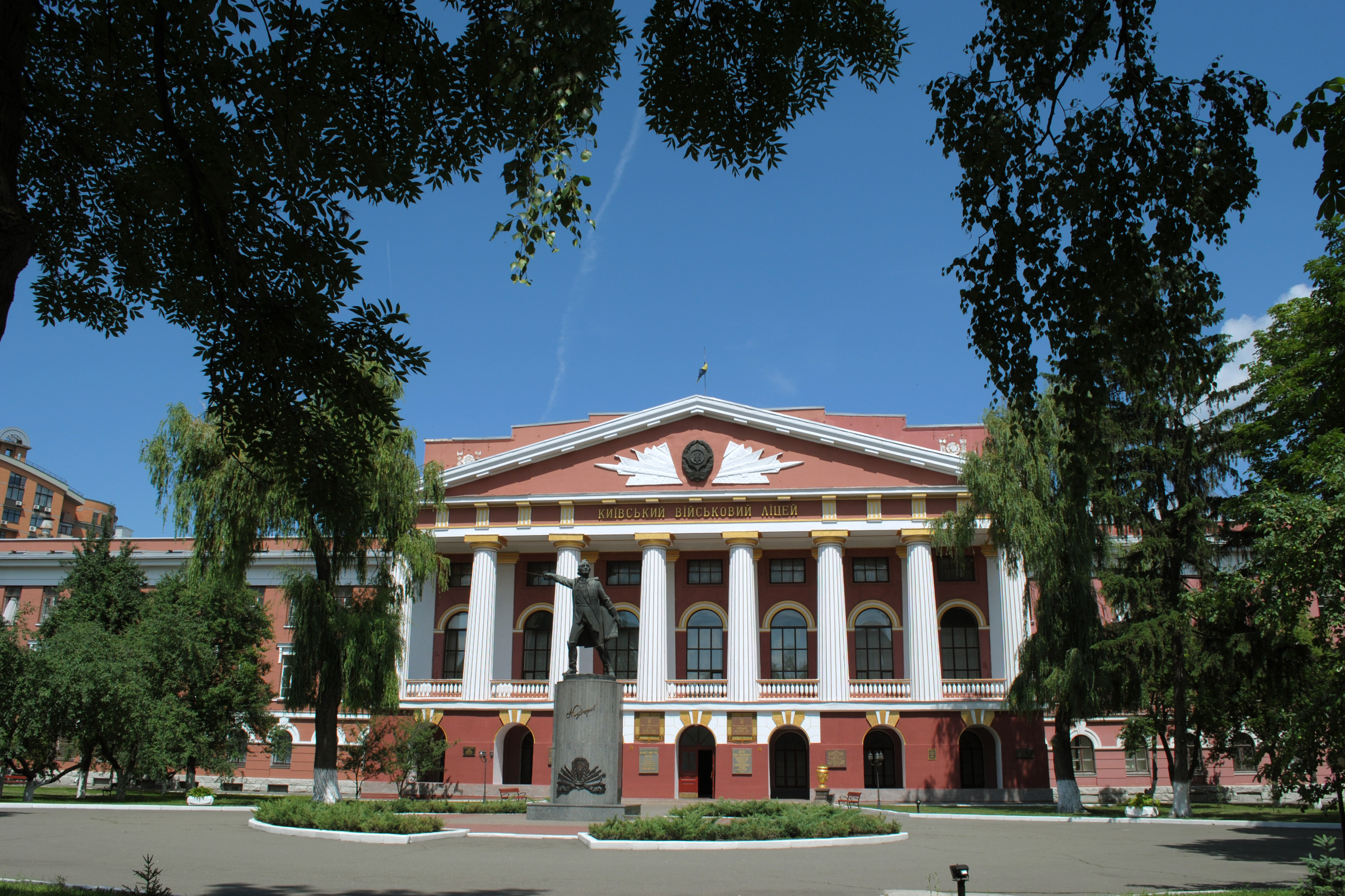
Військово-інженерне училище ім. цесаревича Олексія, нині Київський військовий ліцей імені Івана Богуна
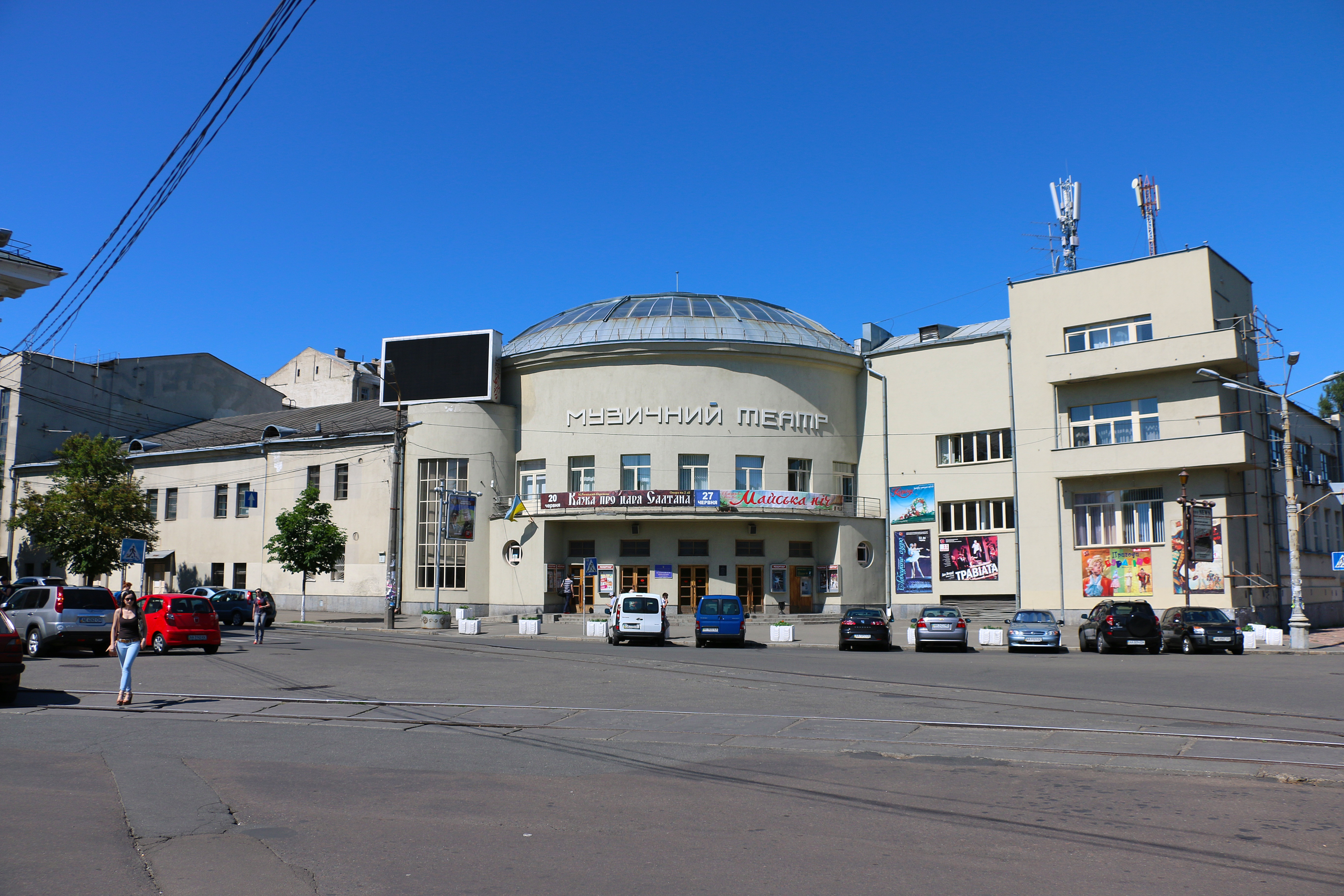
Будинок клубу «Харчовик», нині Київський муніципальний академічний театр опери та балету для дітей та юнацтва
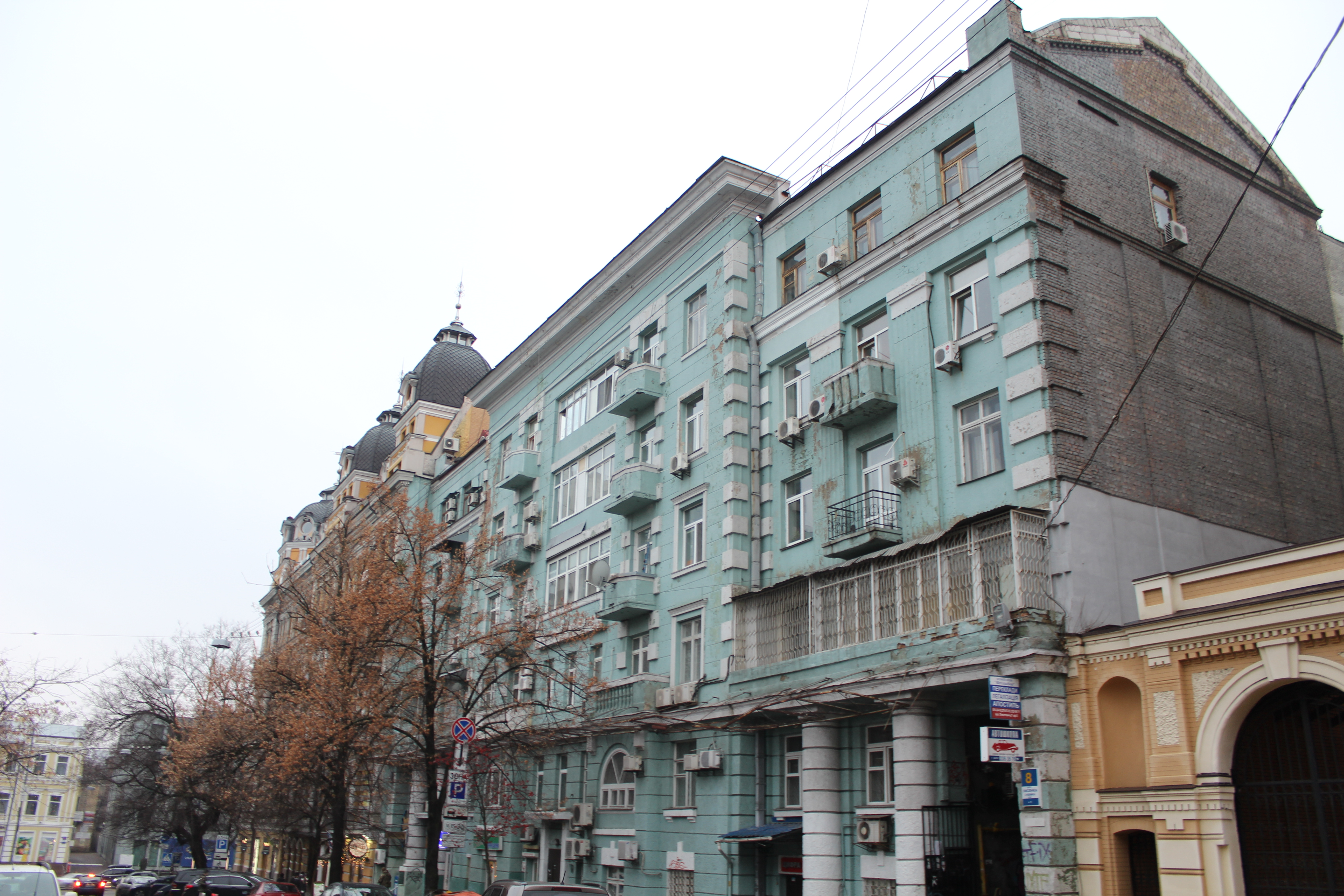
Житловий будинок заготзерна на вул. Лисенка, 8
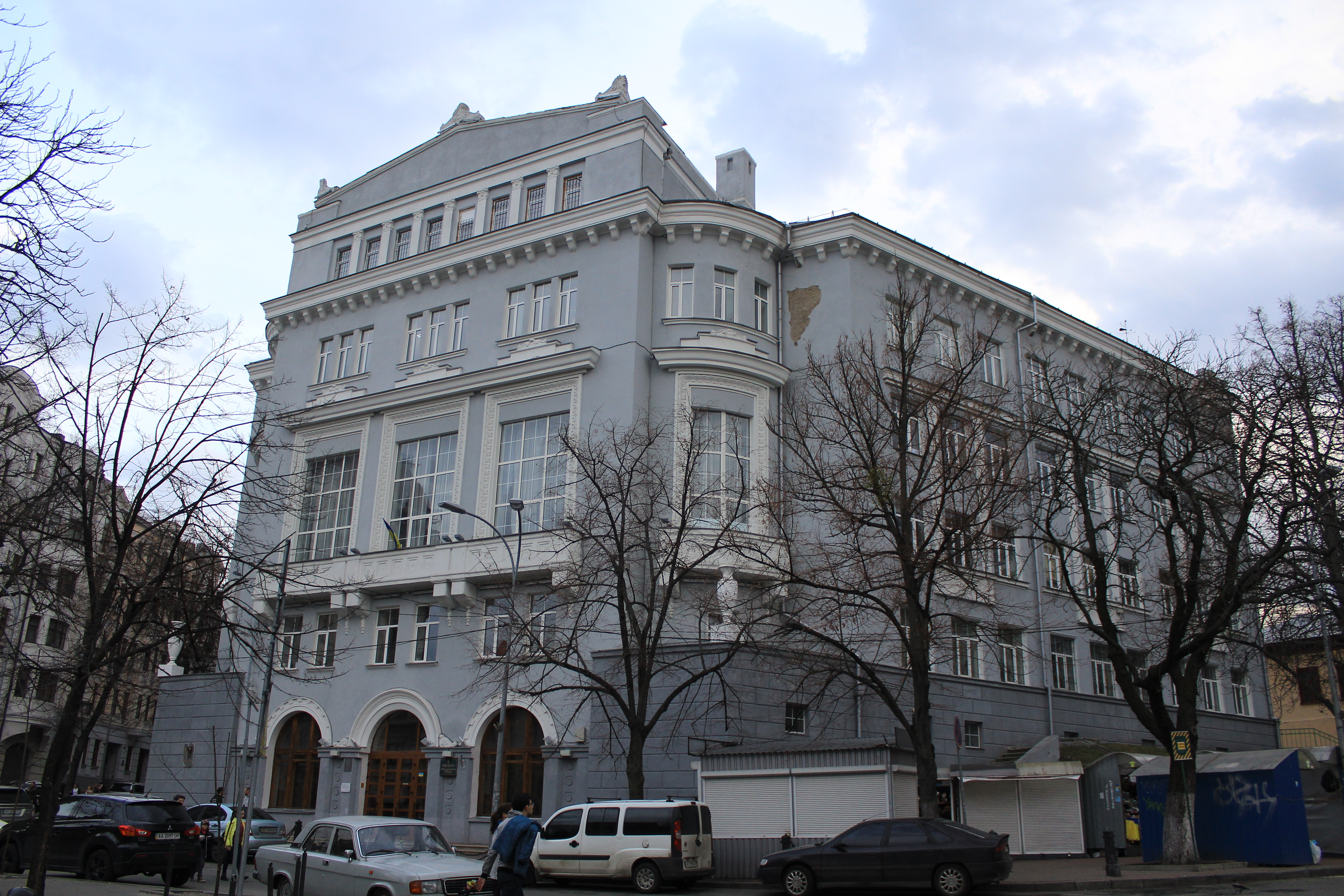
Школа по вул. Володимирській, 1/15
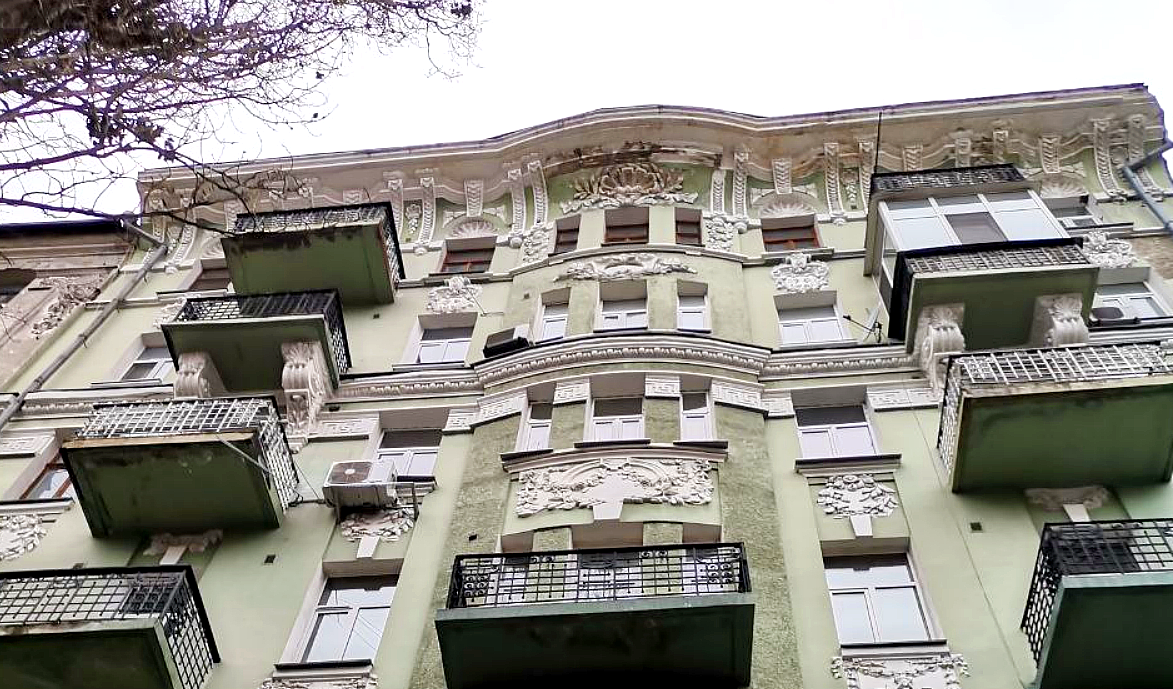
Прибутковий будинок на вулиці Тарасівській 6а